# Tevansjön
Tevansjön är en sjö i Ljusdals kommun i Hälsingland och ingår i Ljusnans huvudavrinningsområde. Sjön har en area på 1,26 kvadratkilometer och ligger 290 meter över havet. Sjön avvattnas av vattendraget Enån.

## Delavrinningsområde
Tevansjön ingår i det delavrinningsområde (688615-148355) som SMHI kallar för Utloppet av Tevansjön. Medelhöjden är 382 meter över havet och ytan är 14,5 kvadratkilometer. Räknas de 6 avrinningsområdena uppströms in blir den ackumulerade arean 52,84 kvadratkilometer. Enån som avvattnar avrinningsområdet har biflödesordning 2, vilket innebär att vattnet flödar genom totalt 2 vattendrag innan det når havet efter 176 kilometer. Avrinningsområdet består mestadels av skog (86 procent). Avrinningsområdet har 1,26 kvadratkilometer vattenytor vilket ger det en sjöprocent på 8,7 procent.